# Клаусен, Джимми
Джеймс Ричард Клаусен (англ. James Richard Clausen, 21 сентября 1987, Таузанд-Окс, Калифорния) — профессиональный американский футболист, квотербек. Выступал в НФЛ с 2010 по 2015 год за команды «Каролина Пэнтерс», «Чикаго Беарс» и «Балтимор Рэйвенс».

## Биография

### Ранние годы и начало карьеры
Джеймс Клаусен родился 21 сентября 1987 года в Таузанд-Окс в Калифорнии. Кроме него у Джима и Кэти Клаусенов было ещё два сына старше — Рик и Кейси. Оба они также играли в футбол на позиции квотербека за команду университета Теннесси. Он учился в школе Оакс Кристиан, там же начал играть в футбол.

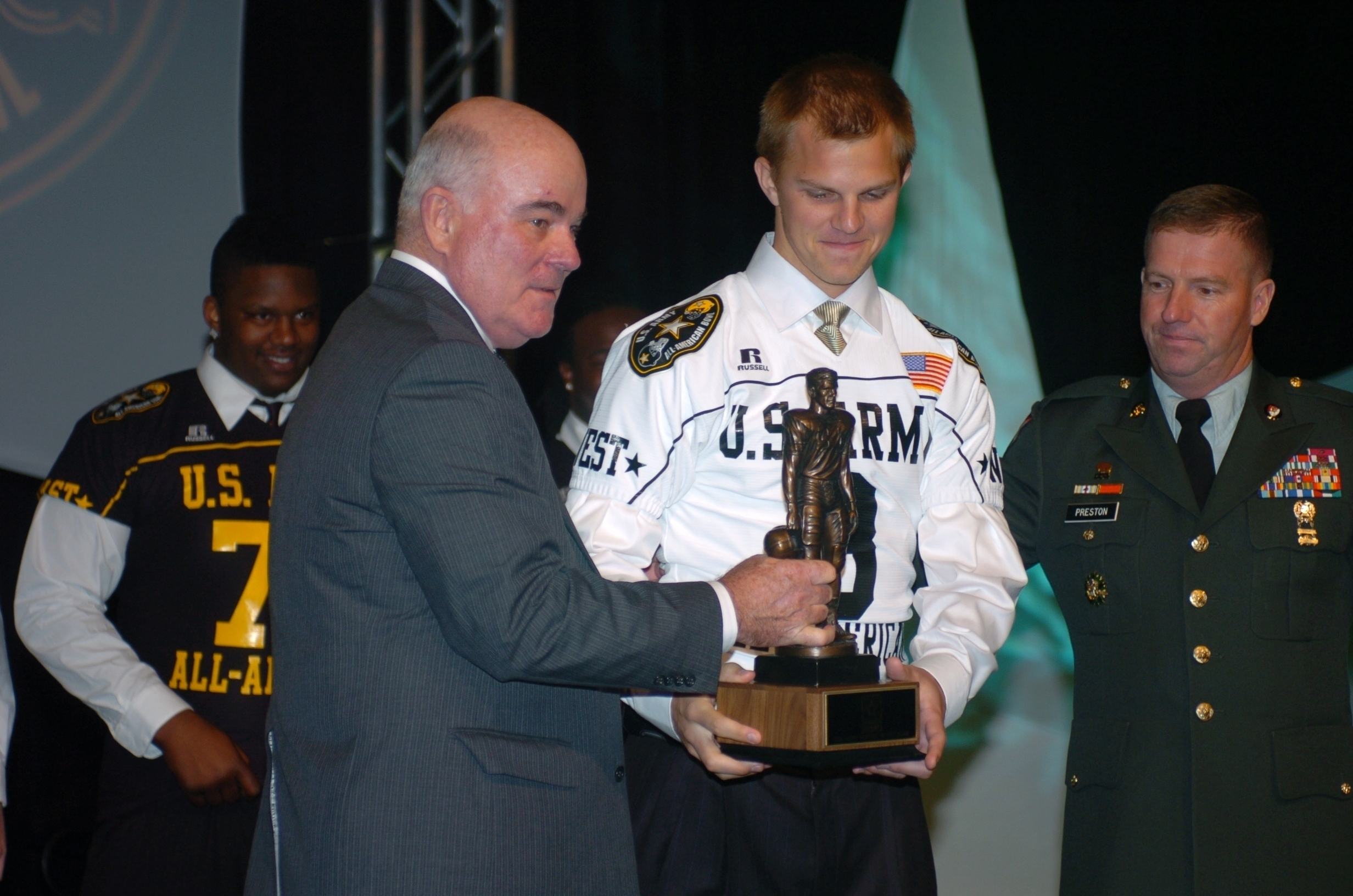
Клаусен получает Трофей Холла из рук министра Френсиса Харви.

В 2006 году ведомая Клаусеном команда выиграла пятнадцать матчей чемпионата, став всего вторым коллективом в истории Калифорнии, добившимся такого результата. В игре за титул чемпиона штата Оакс Кристиан обыграли школу Кардинала Ньюмана со счётом 27:20. Всего же за свою карьеру в школьной команде Джимми набрал 10 764 пасовых ярда и сделал 146 тачдауна, установив рекорд штата. Команда выиграл все сорок две игры, в которых её квотербеком был Клаусен. В том же сезоне он был выбран в стартовый состав команды Запада на Олл-Американ Боул в Сан-Антонио. Перед игрой Джимми также получил Трофей Холла, вручаемый самому выдающемуся игроку школьных команд страны.
Ещё до окончания школы Клаусен озвучил своё намерение продолжить обучение в университете Нотр-Дам и выиграть с командой четыре национальных чемпионата. Перед началом студенческого сезона 2007 года Джимми перенёс операцию на руке и пропустил часть подготовки. Первую игру чемпионата против «Джорджия Тек Йеллоу Джекетс» стартовым квотербеком начал Деметриус Джонс. Матч завершился разгромом со счётом 3:33. Клаусен вышел на поле в конце игры, отдал четыре точных паса из шести попыток и набрал 34 ярда. На послематчевой пресс-конференции главный тренер «Файтинг Айриш» Чарли Уэйс сказал, что следующую игру в стартовом составе начнёт Джимми. Всего в первом сезоне в NCAA он набрал 1 254 ярда, сделал семь тачдаунов и бросил шесть перехватов. Летом 2007 года Клаусен был уличён в незаконной перевозке алкоголя и оштрафован на 170 долларов. 
В 2008 году Клаусен выходил в стартовом составе во всех тринадцати играх сезона, показав одно из лучших выступлений квотербеков в истории футбольной программы университета. За год он набрал 3 172 пасовых ярда, выполнив 268 передач из 440 попыток. В завершающей сезон игре за Гавайи Боул против команды Гавайского университета он установил личные рекорды по пасовым ярдам (401) и тачдаунам (5) и стал одним из трёх обладателей приза Самому ценному игроку матча. В чемпионате 2009 года Джимми сделал двадцать восемь тачдаунов при всего четырёх перехватах. В декабре, после увольнения Чарли Уэйса с поста тренера команды, Клаусен заявил, что не будет оставаться в университете на четвёртый год и выставит свою кандидатуру на драфт НФЛ.

#### Статистика выступлений в чемпионате NCAA
| Сезон | Команда                | Игры | Пас | Пас   | Пас  | Пас   | Пас | Пас | Пас | Пас   | Вынос | Вынос | Вынос | Вынос |
| Сезон | Команда                | Игры | Cmp | Att   | Pct  | Yds   | Y/A | TD  | Int | Rtg   | Att   | Yds   | Avg   | TD    |
| ----- | ---------------------- | ---- | --- | ----- | ---- | ----- | --- | --- | --- | ----- | ----- | ----- | ----- | ----- |
| 2007  | Нотр-Дам Файтинг Айриш | 10   | 138 | 245   | 56,3 | 1 254 | 5,1 | 7   | 6   | 103,9 | 62    | -187  | -3,0  | 2     |
| 2008  | Нотр-Дам Файтинг Айриш | 13   | 268 | 440   | 60,9 | 3 172 | 7,2 | 25  | 17  | 132,5 | 54    | -73   | -1,4  | 0     |
| 2009  | Нотр-Дам Файтинг Айриш | 12   | 289 | 425   | 68,0 | 3 722 | 8,8 | 28  | 4   | 161,4 | 59    | -95   | -1,6  | 3     |
| Всего | Всего                  | 35   | 695 | 1 110 | 62,6 | 8 148 | 7,3 | 60  | 27  | 137,2 | 175   | -355  | -2,0  | 5     |

### Профессиональная карьера
Оценивая Клаусена перед драфтом, аналитики сайта НФЛ отмечали, что во время выступлений за «Нотр-Дам» он прогрессировал с каждым годом и демонстрировал очень высокую точность коротких передач. Указывалось, что он выпускает мяч не очень высоко и это повышает риск перехвата линейными защиты. Кроме того, его рука не обладает достаточной силой, чтобы свободно бросать мяч на дальние расстояния. 
На драфте Джимми был выбран «Каролиной Пэнтерс» во втором раунде под общим 48 номером. Столь низкий выбор объясняли личными качествами игрока, которые вызвали сомнение со стороны клубов НФЛ. Плюсом для Клаусена должно было стать то обстоятельство, что в команде не было явного кандидата на роль стартового квотербека и он мог бы рассчитывать на большее количество игрового времени на старте профессиональной карьеры.

#### Каролина Пэнтерс
28 июля 2010 года Клаусен подписал с клубом четырёхлетний контракт с гарантированной выплатой 2,53 млн долларов. В первых двух играх сезона «Каролина» потерпела поражения, а основной квотербек команды Мэтт Мур совершил шесть потерь мяча. После этого главный тренер команды Джон Фокс объявил что в стартовом составе команды на игру третьей недели с «Цинциннати Бенгалс» выйдет Джимми. На старте сезона нападение «Пэнтерс» было слабейшим в лиге, набирая всего 10,4 очка за игру. Первая победа была одержана только в шестой игре. За отведённое ему на поле время Клаусен выполнил всего 47 % попыток паса, испытывая проблемы во взаимопонимании с ресиверами, и допустил семь фамблов. На игру с «Сан-Франциско» 24 октября в основном составе снова вышел Мур.
Всего в своём первом сезоне в лиге Джимми сыграл в десяти матчах. Весной 2011 года на драфте клубом под общим первым номером был выбран квотербек Кэм Ньютон. Новичок прочно занял место в основном составе и до окончания своего контракта Клаусен на поле больше не выходил. Во время забастовки игроков, длившейся с марта по июль 2011 года, он закончил обучение в университете Нотр-Дам, получив степень по социологии.

#### Чикаго Беарс

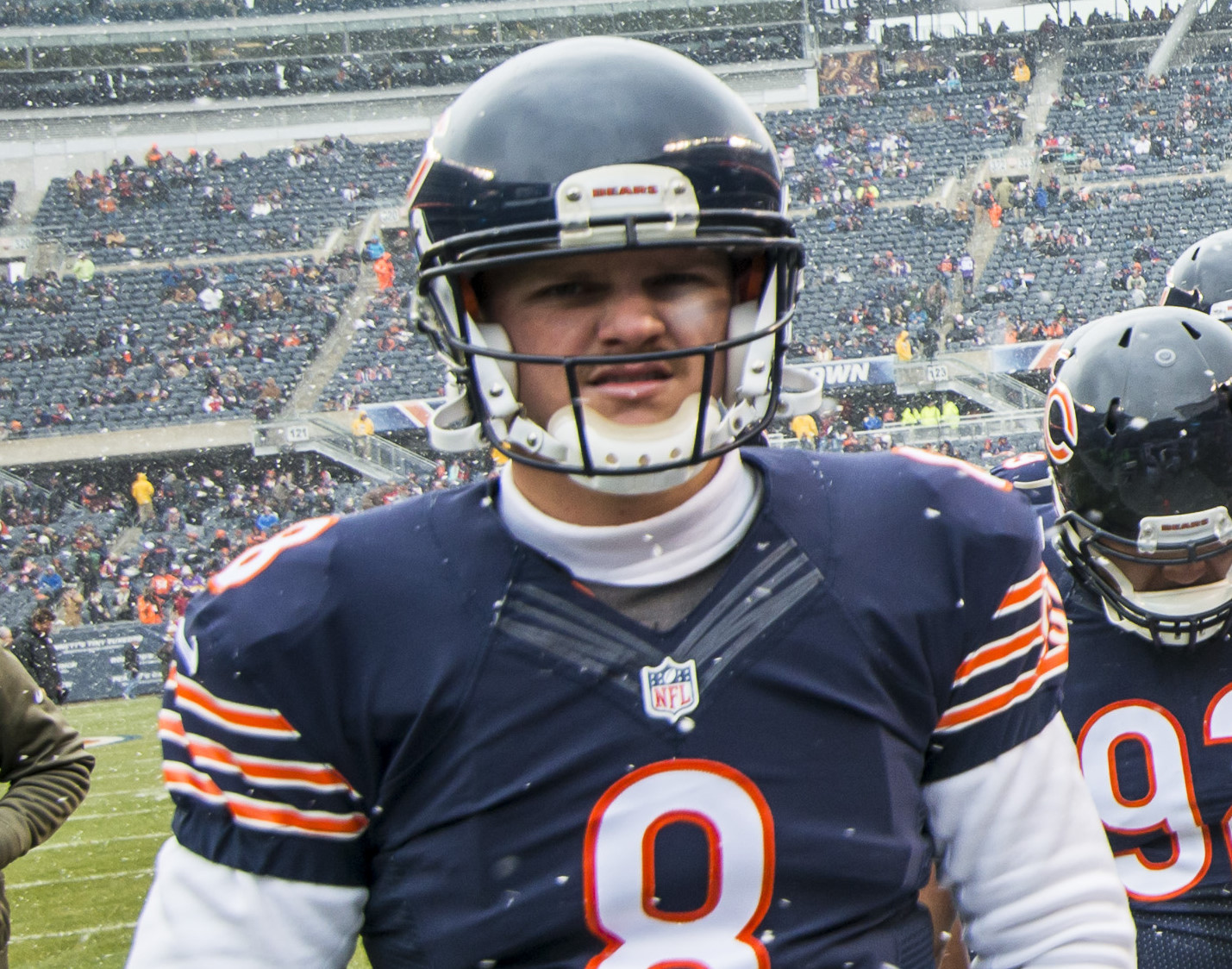
Клаусен в составе «Чикаго Беарс», 2014 год.

В июне 2014 года в статусе свободного агента Клаусен подписал контракт с «Чикаго Беарс». Его соперниками в борьбе за место второго квотербека команды стали Джордан Палмер и Дэвид Фейлс. После четырнадцати сыгранных матчей у «Беарс» было всего пять побед и команда досрочно потеряла шансы на выход в плей-офф. 18 декабря главный тренер команды Марк Трестман объявил что вместо Джея Катлера на игру с «Детройтом» выйдет Клаусен. Во время матча Джимми столкнулся шлемами с игроком «Лайонс» Иезекилем Ансой и получил сотрясение мозга. 
В марте 2015 года Джимми подписал с «Чикаго» новый контракт на один год. В третьей игре сезона Клаусен вышел в стартовом составе на игру против «Сиэтла», но шансом проявить себя не воспользовался. Матч завершился со счётом 26:0 в пользу «Сихокс». Все десять владений мяча «Беарс» завершились пантами, а Джимми набрал всего 63 пасовых ярда. Впервые с 2002 года команда не набрала ни одного очка. 23 ноября «Чикаго» выставил Клаусена на драфт отказов.

#### Балтимор Рэйвенс
24 ноября Джимми достиг соглашения с «Балтимором», из-за травмы потерявшим до конца сезона основного квотербека Джо Флакко. В декабре Клаусен провёл две игры в качестве игрока стартового состава. Первая игра завершилась поражением от «Сиэтла», хотя Джимми набрал 274 пасовых ярда, проведя свою лучшую игру в НФЛ. Второй матч неделю спустя «Рэйвенс» проиграли «Канзас-Сити Чифс» со счётом 14:34. 
Летом 2016 года Джимми участвовал в тренировочных лагерях «Вашингтона» и «Детройта», но в составы клубов пробиться не сумел. В августе 2017 года он присоединился к своим братьям, работающим тренерами в футбольной программе старшей школы Калабасас в Калифорнии.

#### Статистика выступлений в НФЛ

##### Регулярный чемпионат
| Сезон | Команда          | Игры | Пас | Пас | Пас  | Пас   | Пас | Пас | Пас | Пас  | Вынос | Вынос | Вынос | Вынос |
| Сезон | Команда          | Игры | Cmp | Att | Pct  | Yds   | Y/A | TD  | Int | Rtg  | Att   | Yds   | Avg   | TD    |
| ----- | ---------------- | ---- | --- | --- | ---- | ----- | --- | --- | --- | ---- | ----- | ----- | ----- | ----- |
| 2010  | Каролина Пэнтерс | 13   | 157 | 299 | 52,5 | 1 558 | 5,2 | 3   | 9   | 58,4 | 23    | 57    | 2,5   | 0     |
| 2014  | Чикаго Беарс     | 4    | 26  | 48  | 54,2 | 223   | 4,6 | 2   | 1   | 71,8 | 3     | 9     | 3,0   | 0     |
| 2015  | Чикаго Беарс     | 2    | 23  | 40  | 57,5 | 184   | 4,6 | 0   | 1   | 58,7 | 5     | 8     | 1,6   | 0     |
| 2015  | Балтимор Рэйвенс | 3    | 49  | 85  | 57,6 | 555   | 6,5 | 2   | 3   | 70,5 | 6     | 28    | 4,7   | 0     |
| Всего | Всего            | 22   | 255 | 472 | 54,0 | 2 520 | 5,3 | 7   | 14  | 61,9 | 37    | 102   | 2,8   | 0     |